# Louis Guédon
Pour les articles homonymes, voir Guédon.
Louis Guédon, né le 28 novembre 1935 aux Sables-d'Olonne, est un pharmacien-biologiste et homme politique français.

## Biographie
Successivement conseiller municipal, premier adjoint puis maire des Sables-d'Olonne, il est élu député le 28 mars 1993 dans la 3e circonscription de la Vendée, succédant à Pierre Mauger, qui ne se représentait pas.
Réélu en 1997, en 2002 et en 2007, il fait partie du groupe UMP. À nouveau candidat en 2012, il est battu le 17 juin par le divers droite Yannick Moreau, maire d'Olonne-sur-Mer, qui rejoint le groupe UMP en cours de législature.
Après trente-quatre ans en tant que maire des Sables-d'Olonne, Louis Guédon ne se représente pas aux élections municipales de 2014.

## Mandats
- Député de la troisième circonscription de la Vendée (1993-2012)
- Conseiller municipal des Sables-d'Olonne (1971-2014)
- Adjoint au maire (1977-1980), et maire des Sables-d'Olonne depuis 1980 jusqu'au 4 avril 2014. Après trente-quatre ans en tant que maire, il est celui qui a dirigé la ville le plus longtemps.
- Conseiller général de la Vendée (canton des Sables-d'Olonne) (1992-2004)
- Président de la communauté de communes des Olonnes (2008-2014)
- Président de l'UMP de la Vendée jusqu'au 21 décembre 2012